# LEGO DC Super Heroes: Aquaman e la Justice League
LEGO DC Super Heroes: Aquaman e la Justice League (Lego DC Comics Super Heroes: Aquaman – Rage of Atlantis) è un film d'animazione statunitense direct-to-video. È una commedia supereroe di azione e avventura, basata sui marchi DC Comics e Lego. Prodotto da DC Entertainment, The Lego Group e Warner Bros. Animation e distribuito da Warner Bros. Home Entertainment. È stato presentato in anteprima al San Diego Comic-Con International il 22 luglio 2018 ed è stato distribuito in formato digitale, DVD e Blu-ray il 31 luglio 2018. È l'ottavo film di Lego DC Super Heroes.